# 1. Damen-Basketball-Bundesliga 2018/19
Die 1. Damen-Basketball-Bundesliga 2018/19 ist die 48. Spielzeit der höchsten deutschen Spielklasse im Basketball der Frauen. Die Hauptrunde startete am 28. September 2018 und endete am 16. März 2019 mit dem 22. und letzten Spieltag. Daran schließt sich die Finalrunde der besten acht Mannschaften um die deutsche Meisterschaft an, die als Play-off-Serie ausgespielt wird.
Sportlicher Absteiger sind die Fireballs Bad Aibling, die sich bereits im November 2018 aus der Liga zurückzogen, sowie der TV Saarlouis Royals, der jedoch wegen eines Punktabzuges juristische Schritte angekündigt hatte, die jedoch durch den Rückzug des Lionpride Braunschweig nicht nötig waren. Zudem zogen die ChemCats Chemnitz ihr Teilnahmerecht zurück und haben das durch eine neue Kooperation mit den Gisa Lions SV Halle übertragen.

## Statistiken

### Mannschaften
Am Ende der Vorsaison mussten die AXSE BasCats USC Heidelberg und die GISA LIONS SV Halle in die 2. Bundesliga absteigen. Neuaufsteiger waren Eintracht Braunschweig LionPride als Meister der Nordstaffel und die Eisvögel USC Freiburg als Meister der Südstaffel der 2. DBBL.
| Team                             | Stadt                     | Halle                                                 | Kapazität   | Namenssponsor             |
| -------------------------------- | ------------------------- | ----------------------------------------------------- | ----------- | ------------------------- |
| Fireballs Bad Aibling            | Bad Aibling               | Sporthalle des Sportparks Bad Aibling (FireDome)      |             | —                         |
| Eintracht Braunschweig LionPride | Braunschweig Wolfenbüttel | Sporthalle „Alte Waage“ Lindenhalle                   | 1.100 0.691 | —                         |
| ChemCats Chemnitz                | Chemnitz                  | Sporthalle am Schloßteich                             | 0.600       | —                         |
| Eisvögel USC Freiburg            | Freiburg                  | Uni-Sporthalle 2                                      | 1.500       | —                         |
| flippo Baskets BG 74             | Göttingen                 | Felix-Klein-Gymnasium I                               | 1.250       | Flippo (Spielhallen)      |
| TK Hannover                      | Hannover                  | Sporthalle Birkenstraße                               |             | —                         |
| Herner TC                        | Herne                     | H2K Arena                                             |             | —                         |
| Rutronik Stars Keltern           | Keltern                   | Sporthalle Schulzentrum Dietlingen                    |             | Rutronik (Elektrotechnik) |
| BC Pharmaserv Marburg            | Marburg                   | Sporthalle im GGS                                     |             | Pharmaserv                |
| XCYDE Angels                     | Nördlingen                | Hermann-Keßler-Halle                                  | 2.000       | XCYDE (Software)          |
| TV Saarlouis Royals              | Saarlouis                 | Stadtgartenhalle                                      | 2.000       | —                         |
| TSV 1880 Wasserburg              | Wasserburg                | Mehrzweckhalle des Sport- und Freizeitzentrums Badria | 1.000       | —                         |

### Hauptrunde
Die Hauptrunde der Saison 2018/19 wurde zwischen September 2018 und März 2019 ausgetragen. Die acht besten Mannschaften qualifizierten sich für die anschließend stattfindenden Play-offs, die Mannschaften auf den Plätzen elf und zwölf steigen direkt in die 2. Bundesliga ab. Bei Punktgleichheit entscheidet der direkte Vergleich über die Platzierungen.
| Pl. | Team                                   | S             | N             | Punkte        | Körbe         |
| --- | -------------------------------------- | ------------- | ------------- | ------------- | ------------- |
| 1.  | Herner TC                              | 18            | 2             | 36–40         | 1513:1243     |
| 2.  | Rutronik Stars Keltern (M)             | 15            | 5             | 30–10         | 1525:1326     |
| 3.  | BC Pharmaserv Marburg                  | 15            | 5             | 30–10         | 1513:1355     |
| 4.  | TSV 1880 Wasserburg (P)                | 12            | 8             | 24–16         | 1391:1319     |
| 5.  | Eisvögel USC Freiburg (N)              | 12            | 8             | 24–16         | 1455:1374     |
| 6.  | TK Hannover                            | 9             | 11            | 18–22         | 1242:1249     |
| 7.  | flippo Baskets BG 74                   | 7             | 13            | 14–26         | 1141:1255     |
| 8.  | Eintracht Braunschweig LionPride 3 (N) | 6             | 14            | 12–28         | 1302:1503     |
| 9.  | XCYDE Angels                           | 6             | 14            | 12–28         | 1334:1423     |
| 10. | ChemCats Chemnitz                      | 5             | 15            | 10–30         | 1285:1466     |
| 11. | TV Saarlouis Royals 1                  | 5             | 15            | 09–31         | 1284:1472     |
| 12. | Fireballs Bad Aibling 2                | zurückgezogen | zurückgezogen | zurückgezogen | zurückgezogen |

(Stand: Saisonende)
| Zum Saisonende 2018/19:                                                                       | Zum Saisonende 2018/19:                                                                       | Zum Saisonende 2017/18: | Zum Saisonende 2017/18:                                                  |
| Teilnahme an den Play-offs (Plätze 1 bis 8) Absteiger in die 2. Bundesliga (Plätze 11 und 12) | Teilnahme an den Play-offs (Plätze 1 bis 8) Absteiger in die 2. Bundesliga (Plätze 11 und 12) | (M) (N) (P)             | Deutscher Meister Aufsteiger aus der 2. Bundesliga Deutscher Pokalsieger |

### Play-offs
Die Play-offs der Saison 2018/19 beginnen am 30. März 2019.
| Viertelfinale (Best-of-Three) | Viertelfinale (Best-of-Three) | Viertelfinale (Best-of-Three) |   |                       | Halbfinale (Best-of-Three) | Halbfinale (Best-of-Three) | Halbfinale (Best-of-Three) |                                 |                                 | Finale (Best-of-Five)           | Finale (Best-of-Five) | Finale (Best-of-Five) |
|                               |                               |                               |   |                       |                            |                            |                            |                                 |                                 |                                 |                       |                       |
| 1                             | Herner TC                     | 2                             |   |                       |                            |                            |                            |                                 |                                 |                                 |                       |                       |
| 8                             | Eintracht Braunschweig        | 0                             |   |                       |                            |                            |                            |                                 |                                 |                                 |                       |                       |
|                               |                               |                               | 1 | Herner TC             | 2                          |                            |                            |                                 |                                 |                                 |                       |                       |
|                               |                               |                               |   | 4                     | TSV 1880 Wasserburg        | 0                          |                            |                                 |                                 |                                 |                       |                       |
| 4                             | TSV 1880 Wasserburg           | 2                             |   |                       |                            |                            |                            |                                 |                                 |                                 |                       |                       |
| 5                             | Eisvögel USC Freiburg         | 1                             |   |                       |                            |                            | Endspiel                   | Endspiel                        | Endspiel                        |                                 |                       |                       |
|                               |                               |                               | 1 | Herner TC             | 3                          |                            |                            |                                 |                                 |                                 |                       |                       |
|                               |                               |                               |   | 2                     | Rutronik Stars Keltern     | 2                          |                            |                                 |                                 |                                 |                       |                       |
| 3                             | BC Pharmaserv Marburg         | 2                             |   |                       |                            |                            |                            |                                 |                                 |                                 |                       |                       |
| 6                             | TK Hannover                   | 0                             |   |                       |                            |                            |                            |                                 |                                 |                                 |                       |                       |
|                               |                               |                               | 3 | BC Pharmaserv Marburg | 0                          |                            |                            |                                 |                                 |                                 |                       |                       |
|                               |                               |                               |   | 2                     | Rutronik Stars Keltern     | 2                          |                            | Spiele um Platz 3 (Best-of-Two) | Spiele um Platz 3 (Best-of-Two) | Spiele um Platz 3 (Best-of-Two) |                       |                       |
| 2                             | Rutronik Stars Keltern        | 2                             |   |                       |                            | 4                          | TSV 1880 Wasserburg        | 1                               |                                 |                                 |                       |                       |
| 7                             | flippo Baskets BG 74          | 0                             |   |                       |                            |                            | 3                          | BC Pharmaserv Marburg           | 1                               |                                 |                       |                       |
|                               |                               |                               |   |                       |                            |                            |                            |                                 |                                 |                                 |                       |                       |

## DBBL-Pokal
Das TOP4-Turnier um den DBBL-Pokal der Saison 2018/19 fand am Wochenende des 23. und 24. März 2019 in Herne statt. Teilnehmer waren neben den Gastgeberinnen vom Herner TC, der Zweitligist GiroLive Panthers Osnabrück sowie die beiden Erstligisten BC Pharmaserv Marburg und Eisvögel USC Freiburg.
Sensationell deutlich gewann der Zweitligist GiroLive Panthers Osnabrück am Samstag Mittag in der ersten Halbfinal-Partie gegen die Eisvögel USC Freiburg mit 80:50. Im zweiten Halbfinale setzten sich danach die favorisierten Gastgeberinnen vom Herner TC mit 80:73 gegen den BC Pharmaserv Marburg durch. Der BC Pharmaserv Marburg konnte sich am Sonntag Mittag den dritten Platz mit einem 108:92-Erfolg gegen die Eisvögel USC Freiburg sichern. Neuer Deutscher Pokalsieger der Damen wurde der Herner TC nach einem 79:63-Sieg im Endspiel am Sonntag Nachmittag vor eigenem Publikum gegen die GiroLive Panthers Osnabrück.